# Oh les beaux jours !
Oh les beaux jours ! est le nom d'un festival littéraire qui se déroule chaque année à la fin de mois de mai à Marseille depuis 2017,. 
Le titre de la manifestation fait référence à la pièce écrite par Samuel Beckett, Oh les beaux jours (éditions de minuit, 1963). Le sous-titre du festival est « frictions littéraires à Marseille. »
Il est codirigé par Nadia Champesme, par ailleurs libraire, et Fabienne Pavia, par ailleurs éditrice.

## Historique
Créé en mai 2017, Oh les beaux jours ! est un festival ouvert à tous qui entend faire découvrir la littérature autrement en la faisant dialoguer avec la musique, la bande dessinée, le cinéma, la photographie, les sciences humaines et les sciences dures, le sport, les grands sujets de société…
Manifestation majeure dédiée au livre et à la lecture sur le territoire marseillais, Oh les beaux jours ! entre dans le cadre du Plan de développement de lecture publique mis en place par la Ville de Marseille en 2015. 